# わくわく流
『わくわく流』（わくわくりゅう）とは、日本テレビで2004年4月5日から10月1日まで放送されていたミニ番組である。アリコジャパン（現在：メットライフ生命保険）一社提供。

## 番組概要
「食」と「生活」をメインテーマにした話題を提供する。ナレーションは伊藤かずえ。

## 放送時間
月曜 - 金曜10:25 - 10:30

## 公式サイト
- わくわく流

| 日本テレビ 月曜 - 金曜10:25枠 | 日本テレビ 月曜 - 金曜10:25枠  | 日本テレビ 月曜 - 金曜10:25枠                   |
| 前番組                        | 番組名                         | 次番組                                          |
| ----------------------------- | ------------------------------ | ----------------------------------------------- |
| ららら日記                    | わくわく流 （2004.4.5 - 10.1） | ドラマチック韓流 ※10:25 - 11:20 【5分繰り上げ】 |